# ایسیز-پایین
ایسیز-پایین (به لاتین: Isiz-Poyen) یک منطقهٔ مسکونی در تاجیکستان است که در ولایت سغد واقع شده‌است.